# Nordlig jacana
Nordlig jacana (latin: Jacana spinosa) er en mellemamerikansk fugl, der tilhører bladhønsefamilien i ordenen mågevadefugle. Den kaldes også "Jesus-fugl" på Jamaica, da den lader til at gå på vandet.